# Robert Chéramy
Robert Chéramy, né le 31 janvier 1920 à Paris et mort le 19 août 2002 à Recloses, est un professeur agrégé d'histoire, militant trotskiste puis socialiste et  syndicaliste français. 
Il dirige le Syndicat national des enseignements de second degré (SNES) puis la Fédération de l'Éducation nationale (FEN) jusqu'en 1980. Il est ensuite chargé de mission à la  Présidence de la République jusqu'en 1984 avant d'être conseiller d’État en service extraordinaire jusqu'en 1988.

## Biographie
Robert Chéramy est fils d'André Chéramy (1886-1931), magasinier, et d'Yvonne Tardieu (1888-1973), femme de ménage,.
Issu d'un milieu très populaire, il suit des études primaires à Sartrouville, puis au cours complémentaire de Maisons-Laffitte, qui le conduisent à l'école normale de Versailles en 1936. Ses études sont interrompues en 1940 en raison de sa mobilisation. Après l'armistice il intègre les Chantiers de la jeunesse française. À sa démobilisation en 1941, il entre à l'école normale supérieure de Saint-Cloud.
À partir de 1943, il enseigne au Lycée de Reims, puis après 1945 au collège de Châlons-sur-Marne, où il rencontre Paul-Louis Letonturier, qui sera pendant de très nombreuses années un de ses proches.
C'est de cette période que date son engagement politique et syndical. Membre du Parti communiste internationaliste (IVe Internationale) à partir de 1945, il en est le candidat aux élections législatives dans la Marne le 22 octobre 1946 et milite dans le groupe « coopération du regroupement de la Gauche socialiste ». Il est sur les positions de Pierre Lambert lors de la scission de 1952. Il adhère aussi à la Fédération de l'Éducation nationale (FEN), alors affiliée à la Confédération générale du travail (CGT), et milite au sein de la tendance École émancipée (EE).
Lauréat de l'agrégation d'histoire en 1947, il est nommé au lycée du Mans (Sarthe), où il exerce de 1947 à 1949, puis est muté, en 1949, dans la région parisienne au lycée Marcelin-Berthelot à Saint-Maur-des-Fossés avant d'obtenir, en 1953, un poste au Lycée Voltaire de Paris. Il l'occupera  jusqu'en 1968, année à partir de laquelle il est entièrement déchargé de service.
Partisan du passage à l'autonomie lors de la scission de la CGT, il rejoint avec les militants « École émancipée » du Syndicat national des enseignements de second degré (SNES), la liste présentée par les « Autonomes » lors des élections internes de 1948. Il siège alors dans les instances nationales de son syndicat au titre de ce courant. Il est aussi membre de la commission administrative nationale de la FEN.
En 1952, cependant, les militants « École émancipée » décident de quitter la majorité pour protester contre la ligne imposée par le secrétaire général, Albert-Claude Bay, très corporatiste. Chéramy prend alors la tête d'une liste « École émancipée » animée notamment par Paul-Louis Letonturier, Pierre Broué et Charles Cordier.
En 1954, cependant, les militants « École émancipée » reviennent dans la majorité. Après le remplacement de Bay par Pierre Dhombres en 1955, il prend de plus en plus d'influence dans la direction du SNES, notamment au sein du bureau national, où il siège à partir de 1960.
Comme pour beaucoup de trotskistes lambertistes, il est difficile de savoir à quel moment il quitte réellement le mouvement, qui prône alors l'entrisme dans les partis socialiste et communiste. Chéramy adhère cependant au Parti socialiste autonome (PSA) dès sa création en 1959, puis au Parti socialiste unifié qui lui succède. Il s'en éloignera au moment de la constitution de la Fédération de la gauche démocrate et socialiste (FGDS), à laquelle le PSU ne participe pas.
En 1962, il devient secrétaire administratif national du SNES, avec la responsabilité des publications et de la coordination des sections académiques. Il entre aussi au bureau national de la FEN et devient un collaborateur régulier de Georges Lauré, dont son épouse est la secrétaire. Secrétaire général adjoint du SNES à partir de 1964, il est chargé notamment des questions corporatives et joue un rôle déterminant dans la fusion de son syndicat avec le syndicat national de l'enseignement technique (SNET), en 1966.
Il est alors tenu pour responsable, avec Pierre Dhombres, de l'échec de la grève administrative lancée par son syndicat. Après le rejet du rapport d'activité par les syndiqués et la démission de Dhombres, il tente de sauvegarder le poste de numéro deux du nouveau SNES, sous la direction de Louis Astre. Mais l'animosité qu'il suscite rend cela impossible. L'année suivante, cependant, la liste « autonome » perd la majorité dans le syndicat. Chéramy cesse alors de s'impliquer dans le SNES pour se concentrer sur ses fonctions au sein de la fédération.
En 1968, il est chargé de représenter la FEN au Conseil économique et social, fonction qu'il exerce jusqu'en 1980. Il s'occupe notamment de la structuration de la tendance « Unité, indépendance et démocratie », laquelle prend la suite du courant « autonome », et devient le principal conseiller d'André Henry.
En 1971, il adhère au nouveau Parti socialiste constitué lors du congrès d'Epinay, et participe à la campagne électorale de François Mitterrand en 1981.
Celui-ci l'appelle dans son équipe à l'Élysée, comme chargé de mission sur les questions éducatives auprès du secrétaire général de la présidence. Puis, en 1984, il est nommé conseiller d'État en service extraordinaire, jusqu'à sa retraite en 1988,.
Ses obsèques ont lieu le 24 août 2002 au cimetière du Père-Lachaise, à Paris.

## Ouvrages
- La Commune de Paris,  préface de Max-Pol Fouchet, illustration d'Albert Decaris, Saint-Cloud, Éd. du Burin, et Paris, Éd. Martinsart, 1971, 377 p.
- La Fédération de l'Éducation nationale. 25 ans d'unité syndicale, Paris, Épi, 1974, 159 p.